# 6248 Bardon
6248 Bardon eller 1991 BM2 är en asteroid i huvudbältet som upptäcktes den 17 januari 1991 av den tjeckiske astronomen Zdeňka Vávrová vid Kleť-observatoriet. den är uppkallad efter amatörastronomen Zdeněk Bardon.
Asteroiden har en diameter på ungefär 11 kilometer och den tillhör asteroidgruppen Themis.